# Rebeca Linares
Rebeca Linares (ur. 13 czerwca 1983 w San Sebastián) – hiszpańska aktorka i reżyserka filmów pornograficznych. Do swojego pseudonimu artystycznego wybrała imię Rebeca z jednym „C”, gdyż „było krótkie i bardzo mocne”.

## Początki kariery
Urodziła się w San Sebastián w Kraju Basków, w Hiszpanii. Przez wiele lat mieszkała w Barcelonie. W 2005, gdy miała 22 lata, zaczęła pojawiać się w hiszpańskich filmach dla dorosłych. Jej najlepszym przyjacielem był Nacho Vidal, z którym wystąpiła w Back 2 Evil 2 (2006) i Nacho Vidal Back 2 USA (2011). Z powodu niskich nakładów pracy i pieniędzy w Hiszpanii rozpoczęła pracę w innych częściach Europy, takich jak Berlin czy Francja, w tym dla Private Media Group Private Sports 7: Snow Angels (2006) z Andreą Moranty czy Woodman Entertainment Revelations (2007) z Jayem Lassiterem.

## Kariera w Stanach Zjednoczonych
W marcu 2006 przeniosła się do Los Angeles, gdzie wystąpiła m.in. w produkcjach: Spain In The Ass (2006) w reżyserii Micka Blue z Davidem Perrym, Belladonna: Fetish Fanatic 6 (Belladonna/Evil Angel), Chica Boom 40 (Kick Ass Pictures), Filth Factory (Ninn Worx_SR), Control 7 i Red Hot Fox (Digital Playground) z Benem English, Rebeca Linares Raw z Brianem Surewoodem, White Chicks Gettin’ Black Balled 20 (Craven Moorehead) z Seanem Michaelsem, Meet and Swing (Brazzers) z Johnnym Castle czy Lesbian Tutors 4 (Triangle Films).
W 2007 na Festival Internacional de Cine Erótico de Barcelona została uhonorowana nagrodą jako najlepsza aktorka drugoplanowa w filmie Iodine Girl (2007) w reżyserii Belladonny.
W 2008 wzięła udział w sesji zdjęciowej dla magazynu „Maxim” i była nominowana do AVN Award w kategoriach: najlepsza scena seksu oralnego – wideo w Barely Legal 69 (2007), najlepsza wykonawczyni, najlepsza scena seksu w parze – wideo w Angels of Debauchery 6 (2006) z Markiem Ashleyem oraz najlepsza scena seksu grupowego – wideo w Naked Aces 2 (2007) z Jesse Jane, Marco Banderasem i Brianną Love.
W 2009 hiszpański kanał telewizyjny Canal+ wyemitował film dokumentalny o jej życiu i karierze w Ameryce pt. Vente a Las Vegas, nena: Un retrato de Rebeca Linares (Come to Las Vegas, Baby) w reżyserii Amandy Sans.
W styczniu 2010 Linares wraz z Tori Black i Markiem Ashleyem otrzymała nagrodę AVN Award za najlepszą scenę triolizmu w Tori Black Is Pretty Filthy (2009).
W 2011 zdobyła dwie nominacje w kategorii najlepsza scena grupowego seksu w filmach: Out Numbered 5 (2010) z Erikiem Everhardem, Lelą Star, Joeyem Valentine, Mią Rose, Lindsey Meadows, Amy Ried, Toni Ribasem, Brianną Beach i Mr. Pete oraz The Devil in Miss Jones: The Resurrection (2010) z Tomem Byronem, Carmellą Bing, Belladonną, Penny Flame, Stevenem St. Croix, Savanną Samson, Evanem Stone’em i Nickiem Manningiem.
W listopadzie 2015 zwyciężyła w rankingu „Hiszpańskie aktorki porno” (Actrices porno españolas), ogłoszonym przez hiszpański portal 20minutos.es.

## Nagrody i nominacje
| Rok  | Nagroda           | Kategoria                                              | Film                                           | Inni wykonawcy                                                  | Rezultat  |
| ---- | ----------------- | ------------------------------------------------------ | ---------------------------------------------- | --------------------------------------------------------------- | --------- |
| 2005 | Ninfa             | Najlepsza gwiazdka                                     | –                                              | –                                                               | Wygrana   |
| 2007 | Ninfa             | Najlepsza aktorka drugoplanowa                         | Iodine Girl (2007), reż. Belladonna            | –                                                               | Wygrana   |
| 2008 | XRCO Award        | Orgasmic Oralist                                       | –                                              | –                                                               | Nominacja |
| 2008 | Urban Spice Award | Najlepsza wykonawczyni scen seksu analnego             | –                                              | –                                                               | Nominacja |
| 2008 | Urban Spice Award | Niecodzienna dziewczyna w porno                        | –                                              | –                                                               | Nominacja |
| 2008 | Urban Spice Award | Najlepsza wykonawczyni                                 | –                                              | –                                                               | Nominacja |
| 2009 | XRCO Award        | Najlepsza wykonawczyni                                 | –                                              | –                                                               | Nominacja |
| 2009 | AVN Award         | Najlepsza złośnica                                     | Rebeca Linares Raw (2008)                      | –                                                               | Nominacja |
| 2009 | AVN Award         | Najlepsza scena w parze                                | Filth Cums First 3 (2007)                      | Scott Nails                                                     | Nominacja |
| 2009 | AVN Award         | Najlepsza wykonawczyni                                 | –                                              | –                                                               | Nominacja |
| 2009 | AVN Award         | Najlepsza scena triolizmu                              | Secretary’s Day 2 (2008)                       | Tom Byron i Jenny Hendrix                                       | Nominacja |
| 2009 | AVN Award         | Najlepsza scena seksu grupowego                        | The Gauntlet 3 (2007)                          | Andrew Andretti, James Deen, Jerry, Steve Taylor i Faye Reagan  | Nominacja |
| 2009 | AVN Award         | Najlepsza scena seksu analnego                         | Fuck Me (2007)                                 | Marco Banderas                                                  | Nominacja |
| 2010 | AVN Award         | Najlepsza scena triolizmu                              | Tori Black Is Pretty Filthy (2009), reż. Mason | Tori Black i Mark Ashley                                        | Wygrana   |
| 2012 | AVN Award         | Najlepsza scena seksu grupowego                        | Oil Overload 4 (2010), reż. Chris Streams      | Erik Everhard, John Strong, Mark Davis, Mark Wood i Ramón Nomar | Nominacja |
| 2012 | AVN Award         | Najlepsza scena triolizmu (dziewczyna/chłopak/chłopak) | Bad Girls 5 (2010), reż. Robby D.              | Scott Nails i Tommy Gunn                                        | Nominacja |
| 2012 | AVN Award         | Najlepsza scena seksu podwójnej penetracji             | Bra Busters 2 (2011), reż. Chris Streams       | Erik Everhard i Steve Holmes                                    | Nominacja |
| 2016 | XBIZ Award        | Najlepsza scena seksu                                  | Romance X (2015), reż. Eric John               | Eric John i Kenzi Marie                                         | Nominacja |